# Engelsmolen
De Engelsmolen of Molen te Dalhem of Molen te Dalme is een watermolen op de Molenbeek-Ter Erpenbeek in Aaigem, een dorp in de Belgische provincie Oost-Vlaanderen.

## Geschiedenis
De molen werd opgetrokken voor 1494. Vroeger werd hij gebruikt als korenmolen, oliemolen en vlaszwingelmolen maar tegenwoordig nog enkel als korenmolen. In 1976 werd de molen beschermd als monument en de vallei van de Molenbeek werd in 2004/2007 als landschap beschermd.

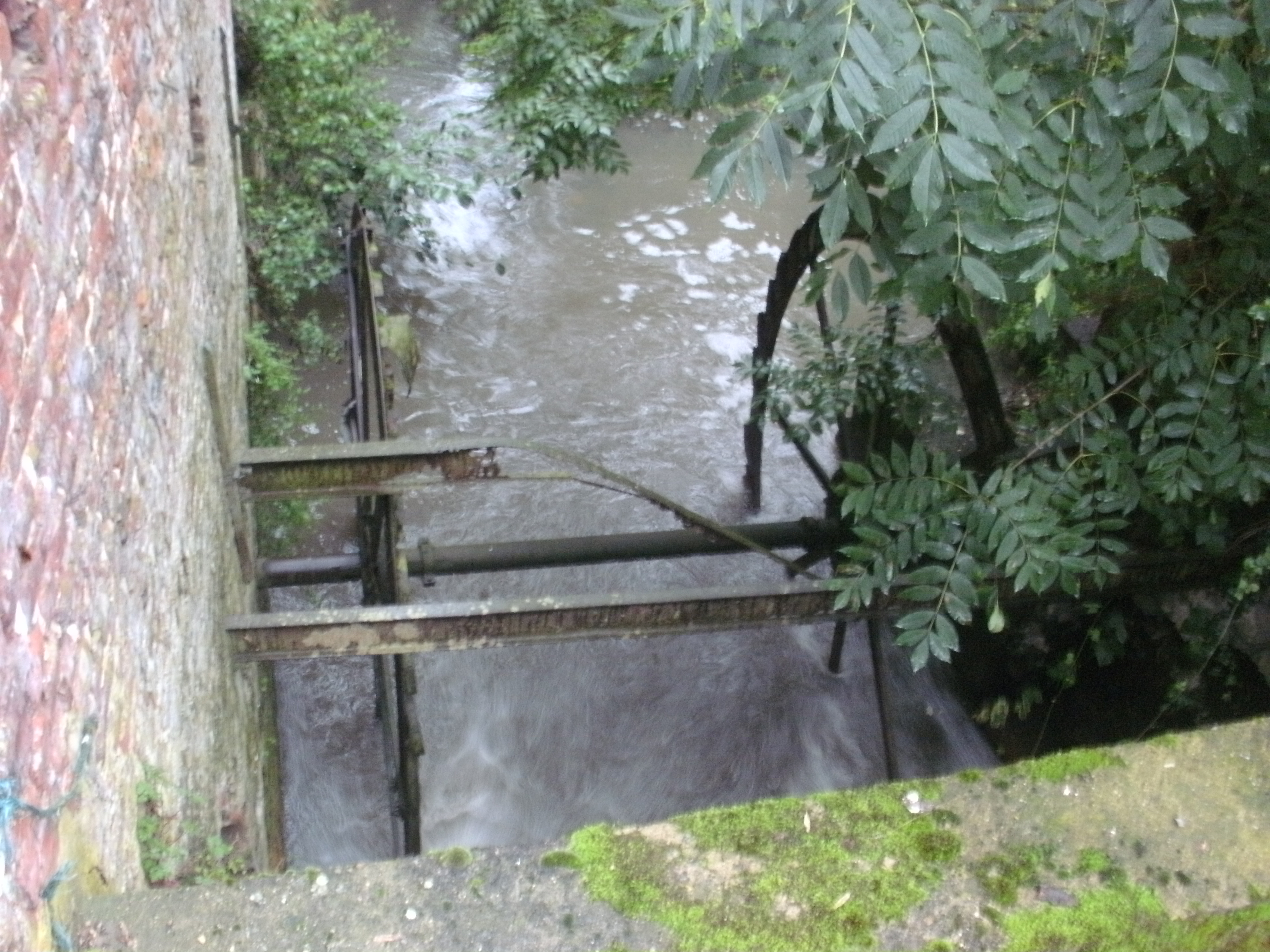
Waterrad

Cottemmolen ·
De Graevesmolen ·
De Watermeulen ·
Egemmolen ·
Engelsmolen ·
Gotegemmolen ·
Kruiskoutermolen ·
Molen te Broeck ·
Molens Van Sande ·
Ratmolen ·
Van Der Biestmolen ·
Zwingelmolen
- Inventaris van het Bouwkundig Erfgoed (Vlaanderen): 8260